# Vol China Airlines 676
Le 16 février 1998, le vol China Airlines 676, un vol international régulier assuré par un Airbus A300-600 de la compagnie China Airlines, au départ de l'aéroport international Ngurah Rai, en Indonésie, et à destination de l'aéroport international Tchang Kaï-chek, à Taïwan, décroche et s'écrase sur une route et une zone résidentielle lors de l'atterrissage à Taipei, tuant les 196 passagers et membres d'équipage présents à bord, dont Sheu Yuan-Dong, président de la Banque Centrale de Taïwan, ainsi que 6 personnes au sol. 
Il s'agit, à l'époque, de l'accident aérien le plus meurtrier de l'histoire taïwanaise, jusqu'à ce qu'il soit dépassé quatre ans plus tard par celui du vol China Airlines 611.

## Avion et équipage

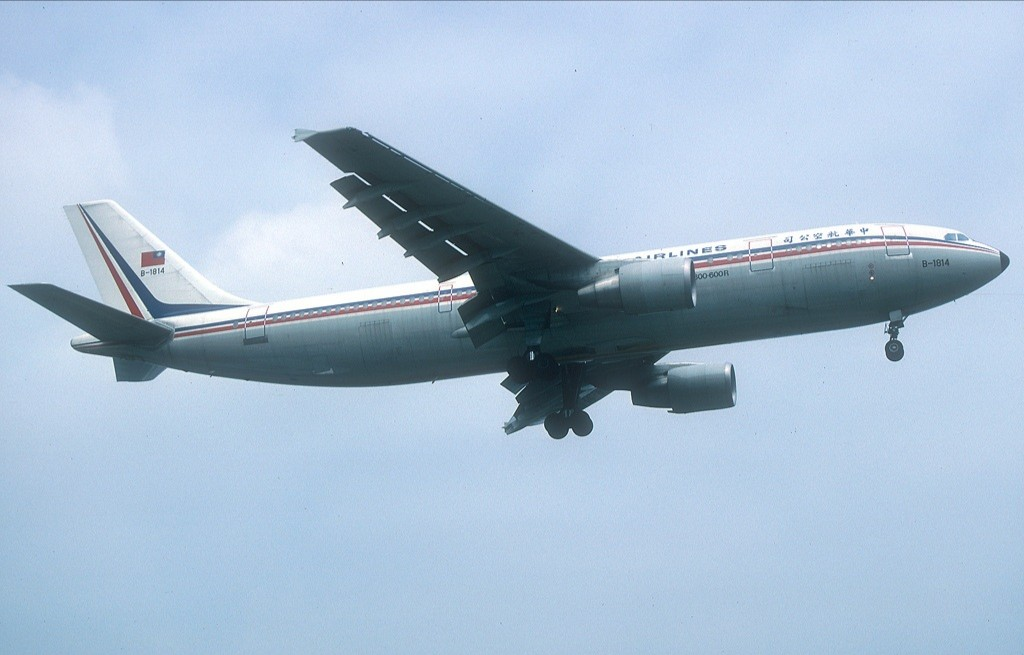
L'appareil impliqué dans l'accident, avec son ancienne livrée, ici photographié en septembre 1991.

L'appareil impliqué dans l'accident était un Airbus A300B4-622R, immatriculé B-1814 (numéro de série 578). Il a été livré à China Airlines le 14 décembre 1990 et était propulsé par deux turboréacteurs à double flux, de type Pratt & Whitney PW4156. Au moment de l'accident, cet avion gros-porteur moyen-courrier était âgé de 7 ans et totalisait 20 193 heures de vol et 8 800 cycles (décollage/atterrissage).
Le vol 676 est effectué par le commandant de bord Kang Long-Lin (49 ans), qui a rejoint China Airlines en 1990 et qui totalise 7 226 heures de vol à son actif (dont 2 382 heures sur A300), et par le copilote Jiang Der-Sheng (44 ans), qui a rejoint la compagnie aérienne en 1996 et cumule 3 550 heures de vol (dont seulement 304 heures sur A300). Les deux pilotes appartenaient auparavant à la Force aérienne de la république de Chine.

## Déroulement des faits
Le vol 676 décolle à 15 h 27 de l'aéroport international Ngurah Rai, à Bali, à destination de l'aéroport international Tchang Kaï-chek, à Taipei, à Taiwan, avec 182 passagers et 14 membres d'équipage à bord.
Peu après 20 heures, le vol 676 est en approche sur la piste 05L, sous une pluie légère et un brouillard dense, avec une visibilité de 2 400 pieds (730 m) et un plafond à 300 pieds (91 m). L’équipage suit alors une approche de type ILS/DME sur la piste 05L. 
À moins de 2 km du seuil de piste, l'appareil est à une altitude de 1 500 pieds (457 m), soit 1 000 pieds (300 m) au-dessus du plan de descente normal. Le commandant de bord comprend alors que l'approche est non stabilisée et qu’il n’y a plus moyen d’atterrir. La décision de remettre les gaz est alors prise, comme c’est l’usage dans cette situation. 
Les manettes des gaz sont poussées, le train d’atterrissage rentré et les volets réglés sur 20° pour assurer une meilleure pente de montée. Mais, alors que l'avion franchi les 1 700 pieds (520 m), les pilotes se laissent surprendre par la montée en puissance des réacteurs et le cabrage qu’ils induisent, qui atteint rapidement 35°.
Alors que les ailes commencent à perdre de la portance, l’A300 se retrouve à 43° de cabré et s'incline à près de 50° vers la droite. La montée se poursuit jusqu’à 2 751 pieds (839 m) mais l’avion est énergétiquement déficitaire, c'est-à-dire que plus il monte, plus il perd de la vitesse. À son apogée, l’indicateur de vitesse n’affiche que 48 nœuds, soit un peu moins de 90 km/h. 
L’appareil entre alors en décrochage et commence à plonger vers le sol, avec une inclinaison à gauche de 79°, et s’écrase dans un champ à 61 m à gauche de la piste 05L, avant de déraper à travers une portion d'autoroute et d'exploser au milieu d'habitation et d'une zone commerciale à proximité de l’aéroport. Six personnes sont tuées au sol ainsi que les 196 occupants de l’appareil.

## Victimes
| Nationalité | Passagers | Équipage | Sol | Total |
| ----------- | --------- | -------- | --- | ----- |
| Taïwan      | 175       | 14       | 6   | 196   |
| États-Unis  | 5         | 0        | 0   | 5     |
| France      | 1         | 0        | 0   | 1     |
| Indonésie   | 1         | 0        | 0   | 1     |
| Total       | 182       | 14       | 6   | 202   |

## Enquête
À la suite d'une enquête officielle qui s'est poursuivie pendant près de 2 ans, le rapport final de l'Administration de l'aviation civile taiwanaise (en) (CAA) a conclu qu'une erreur de pilotage est la cause principale de l'accident du vol 676.
Lors de l'approche initiale pour atterrir, les pilotes ont amorcé leur descente trois minutes plus tard que prévu, ce qui amena l'avion plus de 300 m au-dessus de son altitude normale, au moment d'entamer sa descente pour l'approche vers l'aéroport. Après cela, il s'est retrouvé trop haut tout au long de l'approche. Néanmoins, l'équipage a poursuivi son approche vers l'aéroport, sans accentuer le taux de descente ou effectuer une remise de gaz pour revenir sur la bonne trajectoire. Ce n'est qu'à l'approche finale du seuil de piste qu'une remise de gaz a alors été initiée. 
Pendant la phase d'approche, le commandant de bord, alors pilote en fonction, a poussé le manche vers l'avant pour accentuer la descente, et le pilote automatique s'est alors désactivé mais, n'étant pas conscient du désengagement de ce dernier pendant la remise des gaz, il n'a rien fait pour prendre activement les commandes, car il pensait que le pilote automatique allait garder le contrôle de l'avion lors de la manœuvre. 
Pendant 11 secondes, aucun des deux pilotes n'a compensé la tendance à cabrer de l'appareil, due à l'augmentation de la poussée des réacteurs après la remise des gaz, entraînant une montée avec un angle d'attaque trop important et, lors du décrochage qui a suivi, la réaction de l'équipage n'a alors pas été suffisante pour reprendre le contrôle de l'appareil.
Le rapport conclut en critiquant également China Airlines pour la formation insuffisante de ses pilotes et la mauvaise gestion des ressources de l'équipage dans le cockpit, notamment un manque de coordination et une mauvaise répartition des tâches entre le commandant de bord et son copilote.

## Conséquence
Après l'accident, China Airlines a retiré le numéro de vol CI676 et l'a remplacé par CI772 ; il était toujours exploité par l'Airbus A300 jusqu'à ce qu'ils soient retirés du service et remplacé par l'Airbus A330-300.
L'A300 a continué de faire partie de la flotte de China Airlines jusqu'en 2006, date à laquelle il a été progressivement remplacé par l'Airbus A330-300 et le Boeing 747-400.

## Médias
L'accident a fait l'objet d'un épisode dans la série télévisée Air Crash nommé « Onze secondes mortelles » (saison 24 - épisode 5).